# Hlaváč žlutavý
Hlaváč žlutavý (Scabiosa ochroleuca), je druh byliny se světle žlutými květy rostoucí na sušších písčitých půdách.

## Rozšíření
Rostlina je rozšířena od Střední Evropy přes východní Evropu a jižní Sibiř až po Bajkal a přilehlé severozápadní oblasti Mongolska a Číny. V Evropě je západní hranici výskytu Česká republika, na severu je to Baltské moře na jihu střední Balkán. V Asii zasahuje na jihu až po pohoří Kavkaz a Altaj. Nejčastěji roste v suchých travnatých oblastech, okolo výslunných skalnatých svahů, podél cest a na suchých okrajích lesů a křovin, od nížin až po pahorkatiny. Nesnáší vlhko nebo trvalé přemokření. Na území České republiky se vyskytuje roztroušeně až hojně v teplejších oblastech.

## Popis
Je to rostlina převážně vytrvalá, jen někdy se chová jako dvouletá, po odkvětu usychá. Květonosná, mírně rozbrázděná lodyha, vyrůstající v chomáčích nebo jednotlivě z vřetenovitého kořene, je přímá nebo zřídka vystoupavá. V horní polovině je rozvětvená, dosahuje výšky 40 až 70 cm. Vedle ní vyrůstá přízemní listová růžice, ze které vyraší lodyha s květy až příští rok. Růžice je tvořena nesouosými řapíkatými listy s listovými čepelemi dlouhými 5 až 10 cm. Mají tvar podlouhle eliptický nebo lyrovitý s pilovitým zoubkováním, v době květu již usychají. Vstřícné přisedlé nebo polopřisedlé lodyžní listy jsou až 10 cm dlouhé, nejspodnější jsou podobné listům v růžici nebo tvoří varianty od listů celých až k listům zpeřeným v jemné úkrojky, výše na lodyze však jsou listy většinou i dvakrát lyrovitě peřenolaločné nebo peřenosečné, rozdělené až po hlavní žilku v úzké postranní laloky, které jsou opět podobně rozeklány. Listy jsou heterofilní a jednotlivé části listů bývají nesymetrické. Lodyhy a listy jsou oboustranně porostlé krátkými chlupy. U starší rostliny vyrůstá z jednoho kořene více růžic i lodyh, běžně snáší mráz do -20 °C.
Jednotlivé nevonné oboupohlavné pětičetné květy vyrůstající v paždí listenů a vytvářejí strboul o průměru 2 až 3 cm na dlouhé stopce. Ten je podepřen nálevkovitým zákrovem tvořeným zelenými úzkými ochlupenými listeny. Květy jsou umístěny na plevnatém, skoro plochém květním lůžku, které nabývá po odkvětu typický vejčitý tvar. Korunní lístky jsou světle žluté, kališní štětiny 3krát delší než koruna jsou červenohnědé. Květy, s trvalým kalichem rozděleným na 5 štětin, mají spodní semeník sedící v pohárkovitém zákrovečku se suchomázdřitým okrajem. Z trubkovité 5cípé koruny vyčnívají 4 tyčinky se šafránově červenými prašníky nebo čnělka s jednoduchou bliznou. Okrajové květy jsou jen o málo větší než střední.
Hlaváč žlutavý má květy výrazně protandrické (prvoprašné), které mají zabránit opylení vlastním pylem. Květy ve strboulu dozrávají a otvírají se postupně od obvodu do středu, v této etapě začínají postupně z květů vyčnívat tyčinky s prašníky ve kterých postupně uzrává pyl. Až se vypráší pyl ze všech květů ve strboulu a tyčinky ustoupí, vysunou se z korun květů čnělky s bliznami a očekávají pyl květů z jiného strboulu dozrávajícího později. Rostliny kvetou od července do října, opylovány jsou létajícím hmyzem.
Plodem je nažloutlá elipsoidní nažka velká 2,5 mm s 5 ryšavými kališními osinami dlouhými až 7 mm. Je obalena vytrvalým zákrovečkem, jehož později rozložený okraj vytváří blanitý lem nažky a napomáhá rozšiřování semen větrem.

## Význam
Některé kultivary se používají pro své neúnavné kvetení po celé léto a někdy i počátek podzimu jako nenáročná trvalka do zahrad. Jiné, např. 'Moon Dance', s krémově žlutými květy se pro svou trvanlivost používá k řezu.

## Galerie

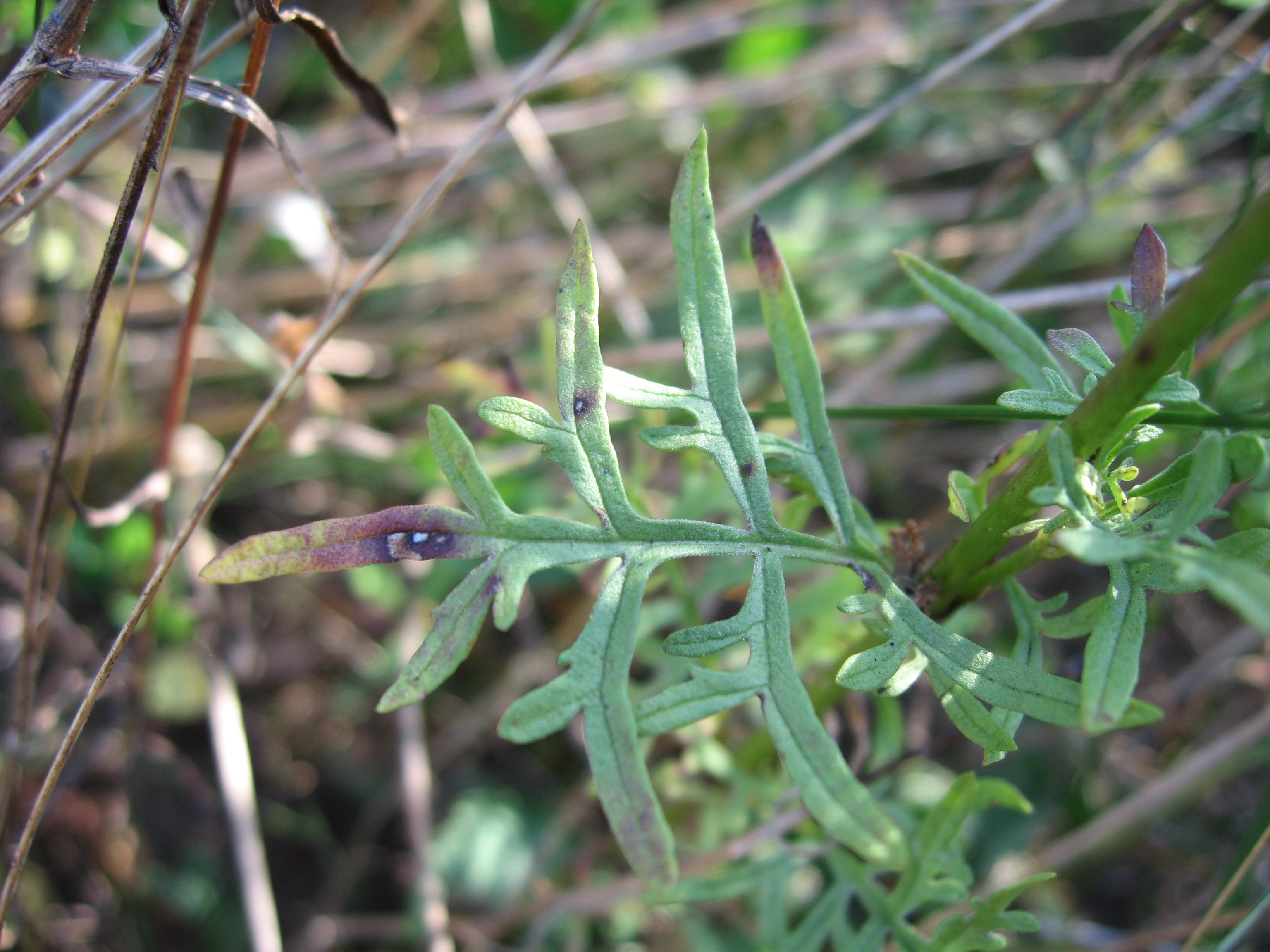
Lodyžní list
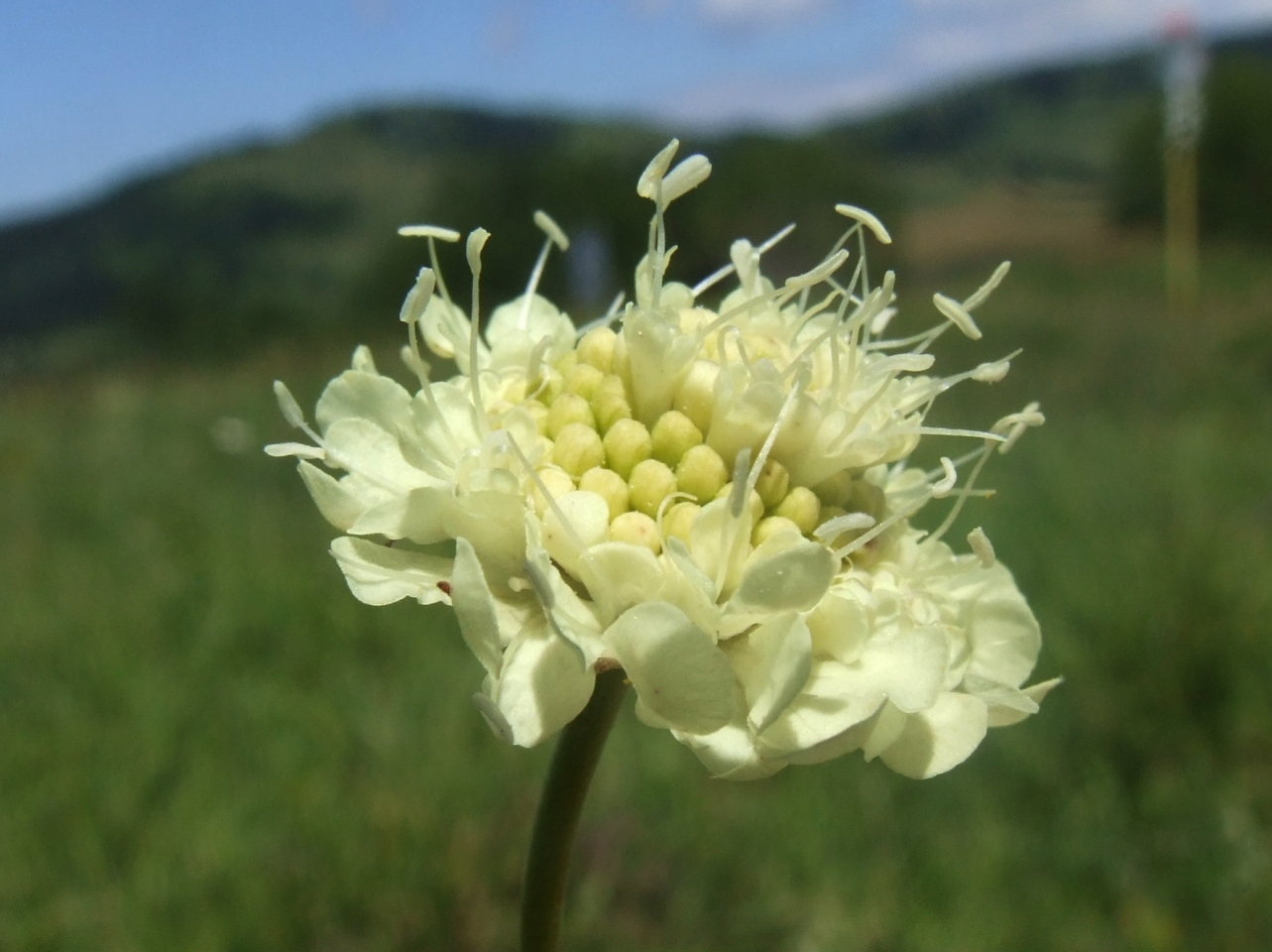
Nakvétající květ s tyčinkami
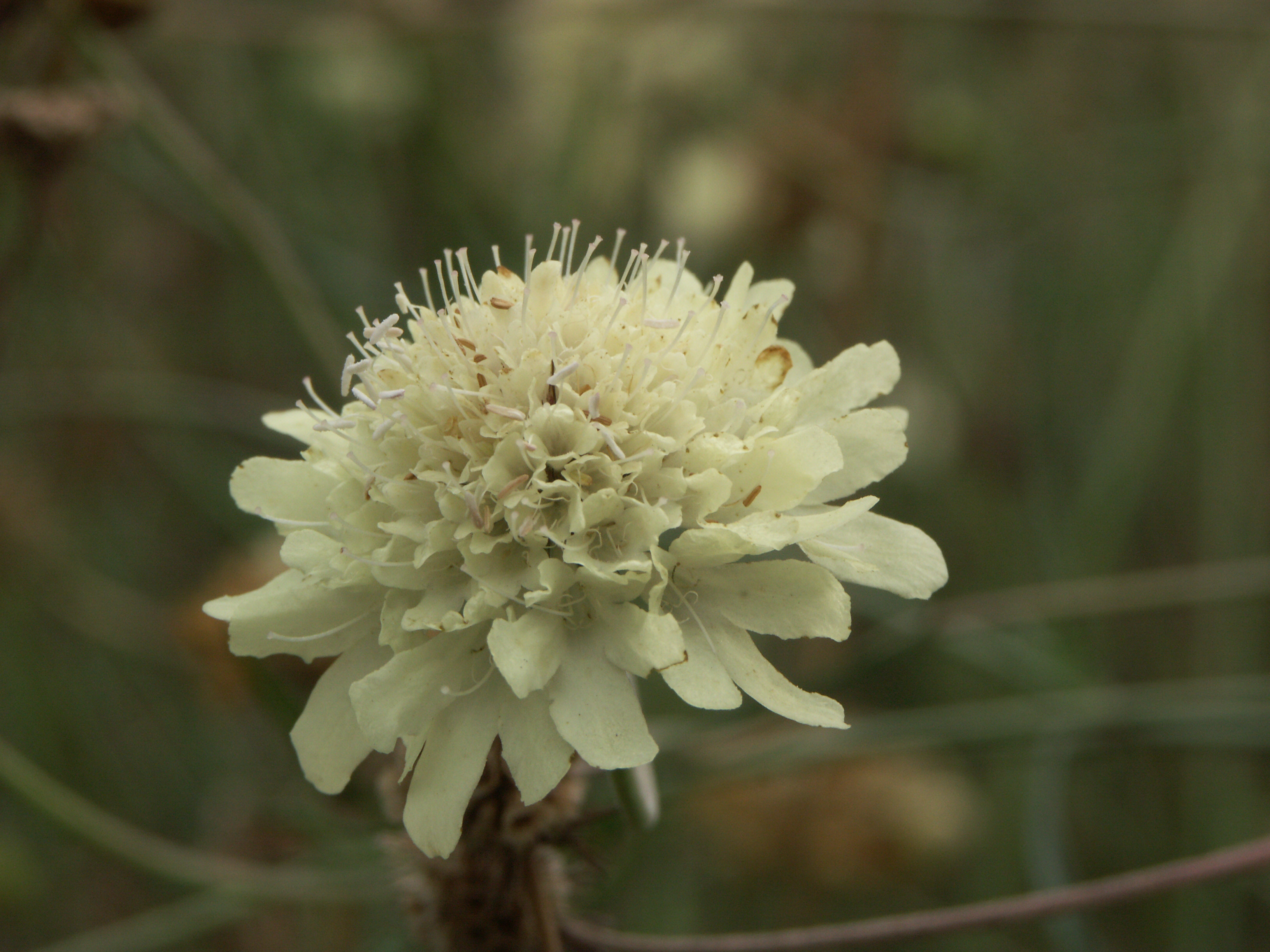
Rozkvetlý květ s čnělkami
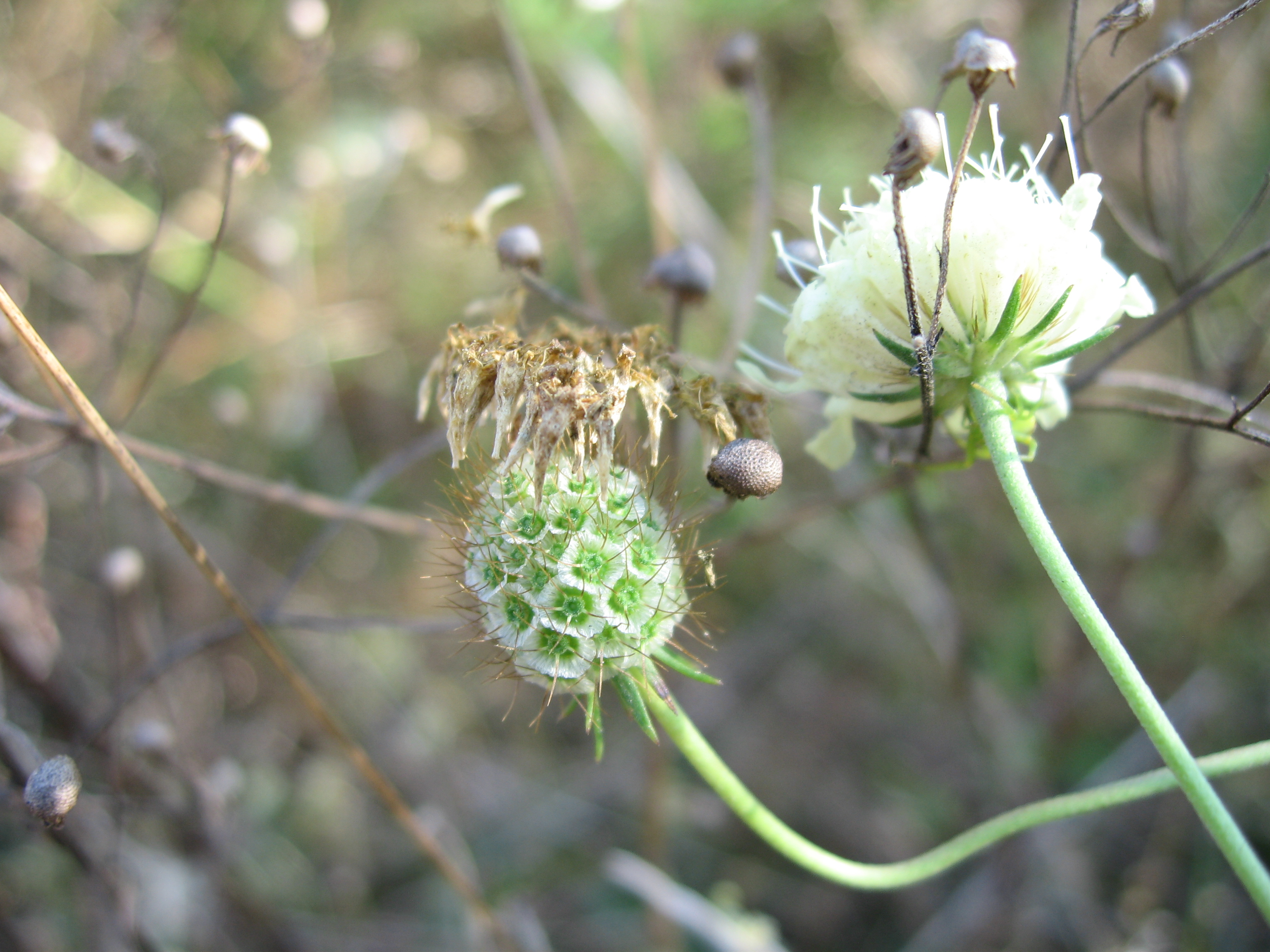
Zbytek neopadaných korunních lístků